# ملعب بولين غراوند
ملعب بولين غراوند ويعرف أيضًا بملعب ابتون بارك نظرا لموقعه في منطقة ابتون بارك شرق مدينة لندن، وهو ملعب كرة قدم يعود لنادي وست هام يونايتد الذي يلعب في الدوري الإنجليزي الممتاز «البريمرليغ». ويتسع الملعب لنحو (35,016) متفرج.

## التسمية
يقع الملعب في شارع غرين ستريت، حيث قام النادي بأيجار أرض ومنزل تقع ضمن بلدية بورو في ايست هام من الكنيسة الرومانية الكاثوليكية عام 1912. وجائت تسمية «بولين غراوند» نسبة إلى منزل كان يقع بجوار الأرض سابقاً ويعرف بـ (قلعة بولين) نسبة إلى الملكة البريطانية "آن بولين"، وحالياً يعرف الملعب بأسم «ابتون بارك» وهي التسمية الشائعة بين الناس نسبة إلى المكان الذي يقع فيه الملعب.

## تاريخ
تأسس نادي وست هام يونايتد عام 1895، وفي عام 1897 انتقل النادي إلى ملعب «ذا مموريال غراوند» في منطقة بلايستو للعب مبارياته، ولكن بعد خلاف حول الإيجار اضطر النادي للبحث عن مكان جديد لأقامة مبارياته. إلى أن عثر النادي على أرض خاوية تعود للمدرسة الكاثوليكية الرومانية، وتم التوصل فيما بعد إلى اتفاق مع السلطات الكاثوليكية لاستخدامها لتكون ملعبا جديداً للنادي اللندني.
لعب وست هام مباراته الأولى في بولين غراوند في 1 سبتمبر 1904. وفاز فيها على فريق ميلوول بنتيجة 3-0، وبحضور أكثر من 10,000 متفرج.
ضلت الأرض في البداية على حالتها الأولى، حتى عام 1919، حيث حصل أول توسع لها عندما أضيفت لها مدرجات من جهة اليمين (الشرق)، وكان التوسع الثاني قد حصل عام 1925 عندما أضيفت مدرجات على جهة اليسار (الغرب) من الملعب حيث رفعت قدرة الملعب الاستيعابية إلى حوالي 40,000 مقعد.
في الحرب العالمية الثانية تضرر الملعب بشكل كبير عندما تم قصفه بقنبلة صاروخية من نوع V-1 سقطت على الركن الجنوبي الغربي من أرض الملعب. مما اضطر الفريق للعب مبارياته بعيدا عن ملعبه الذي كان يتم إعادة ترميمه واصلاحه، لكنها لم تؤثر على أداء الفريق حيث نجح وست هام بتحقيق تسعة انتصارات.
في عام 1961 تمت إضافة سقف لجهة الشمال من الملعب، مما يعني أن كل المدرجات كانت قد أصبحت مغطاة. وفي عام 1969 عندما تم بناء الجناح الشرقي للملعب. في 17 تشرين الأول من عام 1970 سجل الملعب أعلى حضور جماهيري خلال مباراة وست هام يونايتد مع توتنهام هوتسبير، حيث أقيمت بحضور 42322 متفرج.
في منتصف التسعينات خضع الملعب لأعمال تطوير كبيرة، عندما تحولت أماكن الجلوس إلى مقاعد فقط. وشملت أعمال البناء اثنين من المواقف وترميم كبير على المدرجات الأخرى. وتغير إلى شكله الحالي في عام 2001 مع افتتاح الجناح الغربي للملعب.
على الرغم من كل هذه التطورات في الملعب، إلا أنها ظلت محدودة بسبب عدم أمكانية التوسع بصورة أكبر. مما أدى ألى قيام أدارة نادي وست هام يونايتد بالبحث عن خيارات بديلة، وبعد عمليات بحث ومناقشات طويلة نجح نادي وست هام أخيرا بأبرام عقد إيجار لمدة 99 سنة على الملعب الأولمبي في أوائل عام 2013. ومن المتوقع أن ينتقل النادي موطنه الجديد في بداية موسم 2016-17 حيث سيكون الملعب قد خضع لعدة تعديلات، والتي سوف تشمل إعادة بناء الطبقة السفلى وبناء سقف جديد. وسوف تكون القدرة الناتجة 54,000 مقعدا.

## بيع الملعب
في يناير 2014 وافق مجلس إدارة نادي وست هام يونايتد على بيع الملعب الحالي للفريق «آبتون بارك - بولين جراوند» لمجموعة (شركات جاليارد العقارية) بمبلغ 71 مليون جنيه إسترليني، حيث تنوي تحويل الملعب لمجمع سكني، وهو ذات السيناريو الذي قام به آرسنال قبل ثمانية أعوام عندما باع ملعبه التاريخي الـ (هايبوري) قبل التحول إلى الملعب الحالي (ملعب الإمارات).
فبعد أن نجح في منتصف العام 2013 بالفوز بحق استئجار الملعب الأولمبي بالعاصمة لندن بدءاً من موسم 2017/2016 بعد خوضه لمنافسة شرسة مع أندية (توتنهام هوتسبير، كوينز بارك رينجرز ولايتون آورينت) للانتفاع بالملعب لمدة 99 عاماً. ومن المقرر أن توفر الصفقة التي عقدتها أدارة النادي مع شركة جاليارد حوالي 700 منزلاً على أرض ملعب آبتون بارك وهي أكبر صفقة تطوير في تاريخ الملاعب الإنجليزية..